# Episodi di Hirogaru Sky! Pretty Cure
Lista degli episodi di Hirogaru Sky! Pretty Cure, ventesima serie anime di Pretty Cure, trasmessa in Giappone su TV Asahi dal 5 febbraio 2023 al 28 gennaio 2024. In Italia è inedita.
La sigla originale di apertura, Hirogaru Sky! Precure ~Hero Girls~ (ひろがるスカイ！プリキュア 〜Ｈｅｒｏ Ｇｉｒｌｓ〜?), è cantata da Ami Ishii, mentre quelle di chiusura, Hirogarism (ヒロガリズム?) per gli ep. 1-21 da Ami Ishii e Chihaya Yoshitake e Dear Shine Sky per gli ep. 22-49 soltanto da Yoshitake.
In occasione dell'uscita al cinema del trentaduesimo film del franchise, negli episodi 33-34 la sigla finale è Ureshikute (うれしくて?), cantata dagli Ikimonogakari, e negli episodi 35-36 è All for one Forever, cantata da Chihaya Yoshitake & Karin Isobe, Rie Kitagawa, Yuri Komagata, Machico, Kanako Miyamoto. Nell'episodio 50, invece, la sigla finale è Hirogarism ~Precure Quintet Ver.~, cantata dalle doppiatrici di Cure Sky, Cure Prism, Cure Wing, Cure Butterfly e Cure Majesty (Akira Sekine, Ai Kakuma, Ayumu Murase, Ayaka Nanase e Aoi Koga).
A partire dall'episodio 3 poco prima della sigla di chiusura, sono presenti dei corti animati in CGI nei quali, a turno, le leader dei gruppi di Pretty Cure delle precedenti serie salutano il pubblico in occasione del ventesimo anniversario dall'inizio delle trasmissioni del franchise.

## Lista episodi
| Nº | Titolo italiano (traduzione letterale) Giapponese 「Kanji」 - Rōmaji | In onda           | In onda |
| Nº | Titolo italiano (traduzione letterale) Giapponese 「Kanji」 - Rōmaji | Giapponese        |         |
| 1  | Io sono una Hero Girl!? Cure Sky è arrivata!! 「わたしがヒーローガール！？キュアスカイ参上！！」 - Watashi ga Hīrō Gāru!? Kyua Sukai sanjō!!                               | 5 febbraio 2023   |         |
| 2  | Un eroe è venuto a casa mia!? 「ヒーローがおうちにやってきた！？」 - Hīrō ga ouchi ni yattekita!?                                                                          | 12 febbraio 2023  |         |
| 3  | Nostalgia di casa in lacrime! Non piangere, Ellee! 「シクシクホームシック！泣かないでエルちゃん！」 - Shikushiku hōmushikku! Nakanaide Eru-chan!                           | 19 febbraio 2023  |         |
| 4  | Anche io sono una Hero Girl! Appare Cure Prism!! 「わたしもヒーローガール！キュアプリズム登場！！」 - Watashi mo Hīrō Gāru! Kyua Purizumu tōjō!!                           | 26 febbraio 2023  |         |
| 5  | Mano nella mano unite! La nostra nuova mossa! 「手と手をつないで！私たちの新しい技！」 - Te to te wo tsunaide! Watashi-tachi no atarashī waza!                             | 5 marzo 2023      |         |
| 6  | Dimmi! I veri sentimenti di Sora 「伝えて！ソラの本当の気持ち」 - Tsutaete! Sora no hontō no kimochi                                                                       | 12 marzo 2023     |         |
| 7  | Batticuore! La studentessa trasferitasi è una Hero Girl!! 「ドキドキ！転校生はヒーローガール！！」 - Dokidoki! Tenkōsei wa Hīrō Gāru!!                                     | 19 marzo 2023     |         |
| 8  | L'uccello incapace di volare e il ragazzo misterioso 「飛べない鳥と、ふしぎな少年」 - Tobenai tori to, fushigina shōnen                                                    | 26 marzo 2023     |         |
| 9  | Le ali del coraggio, vola Cure Wing!! 「勇気の翼、飛ベキュアウィング！！」 - Yūki no tsubasa, tobe Kyua Uingu!!                                                            | 2 aprile 2023     |         |
| 10 | Hmmm! Che sapore ha la pietanza dei ricordi!? 「むむむ! 思い出の料理ってどんな味!?」 - Mumumu! Omoide no ryōri tte don'na aji!?                                            | 9 aprile 2023     |         |
| 11 | Due persone imbarazzate!? Tsubasa e Ageha 「気まずい二人！？ツバサとあげは」 - Kimazui futari!? Tsubasa to Ageha                                                           | 16 aprile 2023    |         |
| 12 | Forteeee! Cure Sky contro Kabaton!! 「ツエェェェ！キュアスカイ対カバトン！！」 - Tsueeee! Kyua Sukai tai Kabaton!!                                                         | 23 aprile 2023    |         |
| 13 | Consegnalo! Il primo regalo 「届けて！はじめてのおくりもの」 - Todokete! Hajimete no okurimono                                                                             | 30 aprile 2023    |         |
| 14 | Verso Sky Land! Riunione con quella persona ammirata 「スカイランドへ！憧れのあの人との再会」 - Sukai Rando e! Akogare no ano hito to no saikai                            | 7 maggio 2023     |         |
| 15 | Grande esplosione del super gigante Ranborg!? Proteggi Sky Land! 「超巨大ランボーグ大爆発！？守れスカイランド！」 - Chō kyodai Ranbōgu dai bakuhatsu!? Mamore Sukai Rando! | 14 maggio 2023    |         |
| 16 | Caccia all'oni della compagnia Elleetarou 「えるたろう一座のおに退治」 - Erutarou ichiza no oni taiji                                                                      | 21 maggio 2023    |         |
| 17 | Passa il grandioso testimone! La seria staffetta di Mashiro 「わたせ最高のバトン！ ましろ本気のリレー」 - Watase saikō no baton! Mashiro honki no rirē                     | 28 maggio 2023    |         |
| 18 | Alto entusiasmo! L'insegnante d'asilo più forte al mondo: Cure Butterfly!! 「アゲアゲ！最強の保育士 キュアバタフライ！！」 - Ageage! Saikyō no hoikushi Kyua Batafurai!!   | 4 giugno 2023     |         |
| 19 | Ageha e Tsubasa, innalziamoci variopinti! 「あげはとツバサ、カラフルにアゲてこ！」 - Ageha to Tsubasa, karafuru ni ageteko!                                                | 11 giugno 2023    |         |
| 20 | Il sogno di Mashiro: il primo passo 「ましろの夢 最初の一歩」 - Mashiro no yume Saisho no ippo                                                                             | 18 giugno 2023    |         |
| 21 | Espandetevi! Ali della conoscenza 「ひろがれ！知識の翼」 - Hirogare! Chishiki no tsubasa                                                                                   | 25 giugno 2023    |         |
| 22 | L'ultimo piano segreto di Battamonda! 「バッタモンダー最後の秘策！」 - Battamondā saigo no hisaku!                                                                         | 2 luglio 2023     |         |
| 23 | Un sogno infranto e il potere della rinascita 「砕けた夢と、よみがえる力」 - Kudaketa yume to, yomigaeru no chikara                                                        | 9 luglio 2023     |         |
| 24 | La prima stella splendente☆ Il segreto di Ellee 「輝く一番星☆ エルちゃんの秘密」 - Kagayaku ichiban hoshi☆ Eru-chan no himitsu                                             | 16 luglio 2023    |         |
| 25 | Emozionante! Principessa, andiamo allo zoo! 「ワクワク！プリンセス、動物園に行く！」 - Wakuwaku! Purinsesu, dōbutsuen ni iku!                                              | 23 luglio 2023    |         |
| 26 | Take off! I sentimenti collegati con un aereo 「テイクオフ！飛行機でつながる想い」 - Teiku ofu! Hikōki de tsunagaru omoi                                                   | 30 luglio 2023    |         |
| 27 | Emozionante lezione nel Mirror Pad!? 「ミラーパッドでワクワクレッスン！？」 - Mirā Paddo de wakuwaku ressun!?                                                              | 6 agosto 2023     |         |
| 28 | Il fashion show altamente entusiasmante di Ageha 「あげはのアゲアゲファッションショー」 - Ageha no ageage fasshōn shō                                                      | 13 agosto 2023    |         |
| 29 | Sora e il pupazzo dimenticato 「ソラと、忘れられたぬいぐるみ」 - Sora to, wasurerareta nuigurumi                                                                           | 20 agosto 2023    |         |
| 30 | Vasto mare! Beach Paradise! 「ひろがる海！ビーチパラダイス！」 - Hirogaru umi! Bīchi Paradaisu!                                                                            | 27 agosto 2023    |         |
| 31 | Una nuova minaccia! Riprendiamoci Ellee! 「新たな脅威！エルちゃんを取り戻せ！」 - Aratana kyōi! Eru-chan wo torimodose!                                                    | 3 settembre 2023  |         |
| 32 | La grande trasformazione! Cure Majesty!! 「大変身！キュアマジェスティ！！」 - Dai henshin! Kyua Majesuti!!                                                                 | 10 settembre 2023 |         |
| 33 | Il potere supremo! Majesty Chroniclon 「究極のちから！マジェスティクルニクルン」 - Kyūkyoku no chikara! Majesuti Kurunikurun                                               | 17 settembre 2023 |         |
| 34 | Pensosa! Mashiro e colui che è tornato 「もんもん！ましろと帰ってきたアイツ」 - Monmon! Mashiro to kaettekita aitsu                                                        | 24 settembre 2023 |         |
| 35 | Aiutante Sora! Asso e eroe 「助っ人ソラ！エースとヒーロー」 - Suketto Sora! Ēsu to hīro                                                                                    | 1º ottobre 2023   |         |
| 36 | Ageha, la squalifica dell'insegnante d'asilo più forte!? 「あげは、最強の保育士失格！？」 - Ageha, saikyō no hoikushi shikkaku!?                                           | 8 ottobre 2023    |         |
| 37 | Noi due siamo amiche care♡ L'albero dei ricordi! 「ふたりは仲良し♡ 思い出の木！」 - Futari wa nakayoshi♡ Omoide no ki!                                                     | 15 ottobre 2023   |         |
| 38 | Salviamo il cielo! Il segreto dell'isola sospesa 「大空を救え！浮き島のひみつ」 - Ōzora wo sukue! Ukishima no himitsu                                                      | 22 ottobre 2023   |         |
| 39 | La grande strega Yoyo e il party di Halloween! 「大魔女ヨヨとハロウィンパーティー！」 - Dai majo Yoyo to Harouin pātī!                                                     | 29 ottobre 2023   |         |
| 40 | Cari amici♡ Il matrimonio di Ellee☆ 「なかよち♡ エルちゃん結婚式☆」 - Nakayochi♡ Eru-chan kekkonshiki☆                                                                     | 12 novembre 2023  |         |
| 41 | Il racconto autunnale di Mashiro e Monda 「ましろと紋田の秋物語」 - Mashiro to Monda no aki monogatari                                                                     | 19 novembre 2023  |         |
| 42 | Oltre i dubbi, eroe ingenuo! 「迷いをこえて 未熟なヒーロー！」 - Mayoi wo koete Mijuku na hīrō!                                                                            | 26 novembre 2023  |         |
| 43 | Prism Shine! Rischiara il cuore! 「プリズムシャイン！心を照らして！」 - Purizumu Shain! Kokoro wo terashite!                                                               | 3 dicembre 2023   |         |
| 44 | La grande principessa e la leggendaria Pretty Cure 「大きなプリンセスと伝説のプリキュア」 - Ōkina purinsesu to densetsu no Purikyua                                        | 10 dicembre 2023  |         |
| 45 | La fanciulla gentile dell'Impero Underg 「アンダーグ帝国の優しい少女」 - Andāgu Teikoku no yasashii shōjo                                                                  | 17 dicembre 2023  |         |
| 46 | Il Natale degli eroi 「ヒーローたちのクリスマス」 - Hīrō-tachi no Kurisumasu                                                                                               | 24 dicembre 2023  |         |
| 47 | Addio prima stella! Il risveglio della principessa! 「さよなら一番星！プリンセスのめざめ！」 - Sayonara ichiban hoshi! Purinsesu no mezame!                                | 7 gennaio 2024    |         |
| 48 | Proteggetela, eroi! La città di tutti! 「守れヒーロー！みんなの街！」 - Mamore hīrō! Minna no machi!                                                                       | 14 gennaio 2024   |         |
| 49 | Cure Sky e il grandioso potere 「キュアスカイと最強の力」 - Kyua Sukai to saikyō no chikara                                                                                | 21 gennaio 2024   |         |
| 50 | Si espande all'infinito! Il nostro mondo! 「無限にひろがる！わたしたちの世界！」 - Mugen ni hirogaru! Watashi-tachi no sekai!                                              | 28 gennaio 2024   |         |